# Brovtsino
Brovtsino (en rus: Бровцино) és un poble de l'óblast de Saràtov, a Rússia, segons el cens del 2010 tenia 19 habitants. Pertany al districte municipal d'Atkarsk.